# Кегалле (округ)
Кегалле (синг. කෑගල්ල දිස්ත්‍රික්කය, там. கேகாலை மாவட்டம்) — один из 25 округов Шри-Ланки. Входит в состав провинции Сабарагамува. Административный центр — город Кегалле.
Площадь округа составляет 1693 км². Расположен между центральным нагорьем и равнинами на юго-западе страны.
Население округа по данным переписи 2012 года составляет 837 179 человек. По данным прошлой переписи 2001 года оно насчитывало 785 524 человека. На 2001 год 85,89 % населения составляли сингальцы; 6,42 % — ларакалла; 5,63 % — индийские тамилы; 1,90 % — ланкийские тамилы; 0,04 % — малайцы; 0,02 % — бюргеры и 0,11 % — другие этнические группы. По данным той же переписи, 84,99 % населения исповедовали буддизм; 6,58 % — индуизм; 6,58 % — ислам и 1,82 % — христианство.